# Tomanivi
Der Tomanivi, früher Mount Victoria, ist mit seinen 1324 Metern Höhe der höchste Berg der Fidschi-Inseln. Er befindet sich im nördlichen Teil der Insel Viti Levu. An seinen Hängen entspringt der Rewa River.